# Колкудик
Колкуди́к (каз. Қолқұдық) — село у складі Отирарського району Туркестанської області Казахстану. Входить до складу Балтакольського сільського округу.
У радянські часи село називалось Калкудук.
Населення — 901 особа (2021; 982 у 2009, 925 у 1999, 741 у 1989).